# François-Alexandre Tardiveau
François-Alexandre Tardiveau, né le 20 septembre 1760 à La Garnache et mort le 20 octobre 1819 à Saint-Philbert-de-Grand-Lieu, est un avocat et homme politique français.

## Biographie
François-Alexandre Tardiveau est le fils de François Tardiveau, sieur de La Bonnelière, officier des vaisseaux du roi, et de Marie Anne Renée Plantier. Marié à sa cousine Ursule Prudence Tardiveau, il est le grand-père du général Édouard-Fernand Jamont.
Avocat, il fut élu, le 31 août 1791, député d'Ille-et-Vilaine à l'Assemblée législative, le 1er sur 10, à la pluralité des voix.
Il fit adopter un projet de serment à la nouvelle constitution, et, membre du comité des recherches, donna lecture de plusieurs rapports sur les troubles de l'Eure, sur les agissements des ministres, sur la poursuite des crimes d'embauchage et sur les assassinats de Lille.
Devenu président de l'Assemblée (du 27 mai au 10 juin 1792), il fit une motion sur les certificats de résidence et proposa d'envoyer des commissaires visiter les frontières et s'assurer de leur mise en état de défense.
Le 28 germinal an V, il fut élu député de la Loire-Inférieure au Conseil des Cinq-Cents, par 256 voix (303 votants), et siégea obscurément dans la majorité.
Rallié au 18 brumaire, il devint adjoint au maire de Nantes le 17 germinal an VIII, et commissaire près le tribunal d'appel de Rennes le 12 floréal de la même année.